# Wodan heerst
Wodan heerst är en EP med det nederländska folk metal/viking metal-bandet Heidevolk. Den självutgivna EP:n släpptes i mars 2007.

## Låtlista
1. "Wodan heerst" – 7:57
2. "Het bier zal weer vloeien (Violin Version)" – 2:48
3. "Vulgaris Magistralis" (Normaal-cover) – 3:43

## Medverkande
Musiker
- Joris Boghtdrincker (Joris van Gelre) – sång
- Sebas Bloeddorst (Sebas van Eldik) – gitarr
- Joost Vellenknotscher (Joost Westdijk) – trummor
- Reamon Bomenbreker (Reamon Bloem) – gitarr
- Splintervuyscht (Mark Bockting) – körsång
- Rowan Roodbaert (Rowan Middelwijk) – körsång
- Stefanie Speervrouw (Stefanie Achatz) – violin